# Grapevine Mountains
De Grapevine Mountains bevinden zich in het oostelijke deel van Californië in Inyo County en in een deel in Nevada in Nye County. Het grootste deel van de keten is gelegen in Death Valley National Park.
De keten is ongeveer 22 mijl lang en ligt op de grens van Californië met Nevada. Het hoogste punt van de keten is Grapevine Peak (8738 voet) en ligt dicht bij Phinney Canyon in Nevada. Daylight Pass ligt op het zuidelijk eind van de keten.